# Adam Hansen
Adam Hansen (* 11. května 1981) je australský triatlonista a bývalý profesionální silniční cyklista žijící v České republice, který v letech 2007–2020 jezdil za stáje Lotto-Soudal, T-Mobile Team, HTC-Columbia a Omega Pharma-Lotto. 
V roce 2015 překonal historický rekord v počtu dokončených Grand Tour v nepřerušené řadě za sebou. Tento rekordní zápis se zastavil na čísle 20.

## Životopis
Narodil se v Southportu v Queenslandu a s velkou cyklistikou začínal v rakouském týmu Raspo a poté v Arbö Merida Graz. V roce 2004 a 2005 vyhrál Crocodile Trophy, jeden z nejnáročnějších závodů světa na horských kolech.
Profesionálem se stal v roce 2007, kdy začal jezdit za T-Mobile Team společně s Markem Cavendishem a André Greiplem. V roce 2012 se stal druhým Australanem, který během jednoho kalendářního roku dokončil všechny tři Grand Tours – Giro d'Italia, Tour de France a Vuelta a España. Byl jediným jezdcem, kterému se to v roce 2012 podařilo a 32. jezdcem v historii cyklistiky. Až po 12. etapě Gira zjistil, že si přibližně dva týdny předtím zlomil hrudní kost, protože se však hojila, pokračoval v závodění. V roce 2013 vyhrál sedmou etapu Giro d'Italia, v roce 2014 pak devatenáctou etapu Vuelty a Espana. 
Téhož roku se utrhl na začátku sedmé etapy Giro d'Italia, etapy s mnoha krátkými a prudkými stoupáními. Zbavil se svých společníků v úniku a v Pescaře za hustého deště sólově zvítězil s více než minutovým náskokem před skupinou pronásledovatelů. V 19. etapě Vuelty a España 2014  zaútočil na peloton 4 kilometry před cílem, odolal neorganizovanému pronásledování a připsal si druhé etapové vítězství na Grand Tours. Dokončením Vuelta a España 2015, své třinácté Grand Tour v řadě, překonal 57 let starý rekord Bernarda Ruize v počtu dokončených Grand Tour v řadě. Dokončením Giro d'Italia 2018 prodloužil svůj vlastní rekord a stal se jediným jezdcem, který dokončil 20 Grand Tour v řadě. Série skončila na čísle 20, protože Hansen se nezúčastnil Tour de France 2018. S třítýdenními etapovými závody se rozloučil v roce 2020 na jeho nejoblíbenějším etapáku Giro d’Italia.
Po konci roku 2020 oznámil, že se v roce 2021 zaměří na triatlon Ironman, předtím se v roce 2019 zúčastnil závodu Ironman Florida. Svou cyklistickou kariéru na World Tour ukončil s tím, že dokončil 26 Grand Tours z 29, na kterých startoval. Byl velmi oblíbený u ostatních cyklistů, kteří si jej několikrát vybrali, jako svého mluvčího v pelotonu. Profesionální cyklistickou kariéru tak zakončil s 5 profesionálními výhrami, 29 starty na Grand Tours a 13 starty na největších klasikách světa. 
V roce 2022 se po mnoha letech vrátil do klubu WSA KTM Graz (dříve Arbö Merida Graz), kde podepsal smlouvu bez nároku na honorář. Předává zkušenosti mladším jezdcům a zároveň jsou pro něj závody výborným tréninkem pro triatlon. Jako inženýr si navrhl a vyrobil vlastní karbonovou obuv, kterou neustále zlepšuje.[zdroj?] Napsal také software pro svůj tým Lotto-Soudal, který řídí jejich logistiku.[zdroj?]

## Osobní život
Adamovo bydliště je ve Spojených arabských emirátech. Od roku 2005 našel domov ve Frýdlantu nad Ostravicí, kde žije ve vlastním domě. Stravuje se vegansky.[zdroj?]
Během kariéry se stal tváří technologické firmy LEOMO s kterou spolupracuje nadále, jako datový analytik, tester a vývojář.

## Největší cyklistické úspěchy
- vítěz Giro d'Italia etapa 7, 2013
- vítěz Vuelta a Espana etapa 19, 2014
- vítěz v celkovém pořadí Ster Elektrotoer 2010
- vítěz Australský národní šampion v časovce 2010
- vítěz v celkovém pořadí Crocodile Trophy 2004–2005

| Grand Tour | 2007 | 2008 | 2009 | 2010 | 2011 | 2012 | 2013 | 2014 | 2015 | 2016 | 2017 | 2018 | 2019 |
| ---------- | ---- | ---- | ---- | ---- | ---- | ---- | ---- | ---- | ---- | ---- | ---- | ---- | ---- |
| Giro       | V    | 108  | —    | V    | —    | 94   | 72   | 73   | 77   | 68   | 93   | 60   | 68   |
| Tour       | —    | 108  | —    | V    | —    | 81   | 72   | 64   | 114  | 100  | 113  | —    | —    |
| Vuelta     | 89   | —    | 94   | —    | 129  | 123  | 60   | 53   | 55   | 110  | 95   | —    |      |

V = Vzdal